# 飛越九霄
《飛越九霄》為2014年美國迪士尼原創電視電影由Paul Hoen導演，編劇為Justin Ware, Don D. Scott以及Katie Wech。由路克·班沃德、德芙·卡梅隆、Kiersey Clemons以及Mike C. Manning主演。本電影描述幾名滑雪手在白雪世界中競賽的故事。首次廣告宣傳於2013年11月29日，在放映Good Luck Jessie: NYC Christmas之間。並於首次播映時獲得496萬收視數。

## 劇情
滑雪手凱拉‧摩根（Dove Cameron），自認為是最強的滑雪手，後來發現是因為對方礙於凱拉父親的贊助，因此賣給她一個面子。凱拉為了證明自己，決定學習傳說中的花式滑雪技巧「飛越九霄」（Cloud 9）。並找上威爾‧克勞（Will Cloud）協助。究竟凱拉能否成功呢？

## 演員
- 路克·班沃德飾演威爾‧克勞（Will Cloud）
- 德芙·卡梅隆飾演凱拉‧摩根（Kayla Morgan）
- Kiersey Clemons飾演史蓋‧賽樂（Skye Sailor）
- Mike C. Manning飾演尼克（Nick Swift）
- Colton Tran飾演麥克（Mike Lam）
- Dillon Lane飾演柏克（Burke Brighton）
- Carlon Jeffery飾演頂客（Dink）
- Andrew Caldwell飾演山姆（Sam）
- Victoria Moroles飾演皮亞（Pia）
- Tatum Chiniquy飾演林茲（Linds）
- Patrick Fabian飾演理查‧摩根（Richard Morgan）凱拉的父親
- Amy Farrington飾演安德拉‧克勞（Andrea Cloud）威爾的母親
- 傑佛瑞·諾丁飾演賽巴斯汀（Sebastian Swift）尼克的父親

## 國際播映
本電影於2014年1月17日在美國迪士尼頻道首映。 It premiered on February 28, 2014 on Disney Channel (UK and Ireland), 2014年3月23日，在東南亞迪士尼頻道首映；2014年中於澳洲與紐西蘭迪士尼頻道首映。其他地區的迪士尼頻道大約於三月至四月間首映，俄羅斯於3月1日；義大利於3月8日；西歐地區於3月15日；西班牙、北歐與荷蘭地區為4月11日；法國於4月22日；巴西於5月11日播映。並於6月28日於奧地利以及6月26日在南非。而德國則是於4月間首映。

## 外部連結
- 互联网电影数据库（IMDb）上《Cloud 9》的资料（英文）
- 官方网站